# Monesterio
Monesterio est une commune d’Espagne, dans la province de Badajoz, communauté autonome d'Estrémadure.

## Situation
Monesterio est situé sur la Sierra de Tentudía (es), dominant le port de las Marismas. Elle est située dans les contreforts de la Sierra Morena, qui forment la frontière entre l'Estrémadure et l'Andalousie, porte d'entrée vers Séville et passage naturel de la Vía de la Plata (un des itinéraires du pèlerinage de Saint-Jacques-de-Compostelle). Elle appartient à la comarque (regroupement de municipalités) de Tentudía (es) et au district judiciaire de Zafra.
À cet endroit, où culminent les Cuestas de Culebrin, on y payait un droit d'entrée jusqu'au milieu du XIXe siècle. Pendant plusieurs siècles, ce fut une propriété de l'ordre de Santiago (Saint-Jacques de l'Épée, un ordre militaire).

## Histoire
Autour de la commune, il reste encore des vestiges de la culture mégalithique, avec de grand dolmen par exemple.
Lors de la courte période pendant laquelle l'Espagne a un gouvernement libéral (1820-1823), la commune, connu sous le nom de « Monasterio », devient une commune constitutionnelle (municipio constitucional) de la région d'Extremadure. En 1834, elle est intégrée au district judiciaire de Fuentes de Cantos.
Son cimetière est construit, vers 1814, sur la partie la plus haute de la ville.

## Monuments
Parmi ses monuments se détachent l'église paroissiale Saint-Pierre de Monesterio, œuvre du XVIIIe siècle, bien que reconstruite durant la décennie de 1940, et où se garde entre autres, une croix processionnelle du XVIIIe siècle.
On trouve également, l'église de la Vierge de Tentudia, construite au milieu du XXe siècle.

## Fête locale
Le jambon de Monesterio (jamón de Monesterio) est connu dans la région, il y a donc dans la ville une fête appelée : « journée du jambon » (día del jamón),qui est l'un des grands évènements de l'été. Pendant cette journée, les monesteriens et les touristes, dégustent du jambon dans le parc municipal et dans les installations sportives El Tejar. Près de 10 000 personnes participent chaque année à cette fête . Des activités sont organisées, comme le concours de coupeurs de jambon.

## Patrimoine historique
L'église paroissiale catholique date du XVIIIe siècle, elle est dédiée à saint Pierre et dépend de l'archidiocèse de Mérida-Badajoz. Elle a été reconstruite dans les années 1940.